# Les Vierges damnées
Pour plus de détails, voir Fiche technique et Distribution.
Les Vierges damnées (Un'ombra nell'ombra) est un film d'épouvante italien réalisé par Pier Carpi et sorti en 1979.
Le film est adapté du roman du même nom écrit par le réalisateur lui-même et paru en 1975.

## Synopsis
Carlotta, Raffaella, Lena et Agata vouent un culte à Lucifer, et finissent par s'unir sexuellement avec lui. De ces unions infernales naissent Annalisa, la fille de Lena, et Daria, la fille de Carlotta.
Annalisa vit le fait d'être la fille du diable comme une tragédie et se suicide. Daria, quant à elle, apprend à vivre avec ses terribles pouvoirs et se délecte de son ascendance démoniaque. Un exorciste tente de la combattre, aidé par la repentante Carlotta, mais en vain : Daria se rend à Saint-Pierre pour défier le pape et obtenir le pouvoir absolu sur les âmes.

## Fiche technique
- Titre français : Les Vierges damnées
- Titre original italien : Un'ombra nell'ombra[1]
- Réalisateur : Pier Carpi
- Scénario : Pier Carpi d'après son roman homonyme paru en 1975.
- Photographie : Guglielmo Mancori
- Montage : Manlio Camastro
- Musique : Stelvio Cipriani, Claudio Simonetti (piano)
- Décors : Pier Luigi Basile
- Costumes : Michela Gisotti
- Maquillage : Mario Di Salvio
- Production : Piero Amati, Carlo Lastricati, F.-Saverio Moriones, Dierk Schlotter
- Société de production : Aretusa Film, Rassy Film, Tanit Cinematografica
- Pays de production :  Italie
- Langue originale : italien
- Format : Couleur par Technicolor - 1,85:1 - Son mono - 35 mm
- Durée : 106 minutes
- Genre : Film d'épouvante
- Dates de sortie :
  - Italie : 29 octobre 1979
  - France : 1981

## Distribution
- Anne Heywood : Carlotta Rhodes
- Valentina Cortese : Lena Merrill
- Frank Finlay : Paul
- John Phillip Law : L'exorciste
- Marisa Mell : Agatha
- Irène Papas : Raffaella
- Paola Tedesco : L'avocate
- Lara Wendel : Daria Rhodes
- Ian Bannen : professeur
- Ezio Miani : Lucifer
- Marina Daunia (it) : Une prostituée
- Patrizia Webley : Une prostituée
- Sofia Dionisio (it)
- Sonia Viviani (it)
- Dirce Funari :
- Annie Papa (it)
- Carmen Russo (non crédité) : Une danseuse
- Peter Boom (it) (non crédité)

## Production
Après l'échec commercial de son premier long-métrage Povero Cristo, le scénariste et réalisateur Pier Carpi commence à travailler sur l'adaptation de son roman Un'ombra nell'ombra (litt. « Une ombre dans l'ombre »), l'histoire d'une assemblée de sorcières, issues de différents milieux sociaux et qui ont des difficultés à s'intégrer dans la société contemporaine italienne. Le titre original du film était La signora delle mosche. Carpi a révélé qu'il avait contacté Jean Seberg, Claudia Marsani, Marilù Tolo, Terence Stamp et Jacqueline Kennedy pour les rôles principaux. Le tournage commence en octobre 1976 à Rome et à Zagreb, mais il est reporté à janvier 1977. Le mois suivant, Victoria Zinny abandonne le tournage parce qu'elle refuse de prononcer une phrase que Pier Carpi a ajoutée au scénario à la dernière minute : « L'avortement est une idée monstrueuse. Les gouvernements qui l'autorisent sont constitués de criminels ». Le tournage a été interrompu à plusieurs reprises en raison du manque de fonds et n'a repris régulièrement qu'au début de 1979 grâce au producteur Piero Amati, qui a contribuer à compléter le film dans les deux dernières semaines de tournage.

## Exploitation
Le film est sorti à l'automne 1979, précédé de quelques rumeurs lancées par Pier Carpi lui-même. Il fait état dans les médias d'un prétendu fantôme qui aurait hanté Irène Papas dans le château de Vignanello pendant le tournage. À l'époque de sa sortie, le film ne rencontre pas le succès dans son pays d'origine mais devient avec le temps un film culte à l'étranger, notamment aux États-Unis où il est sorti en DVD sous le titre Satan's Wife et plus tard sous le titre Ring of Darkness.